# Village Roadshow Pictures
Village Roadshow Pictures fue la filial estadounidense del coproductor y cofinanciador australiano de importantes películas de Hollywood fundada en 1989. Es una división de Village Roadshow Entertainment Group (VREG),  que a su vez es propiedad de una empresa de medios australiana del mismo nombre . Ha producido más de 100 películas desde su creación en 1989, incluidas, como coproducciones con Warner Bros., las series Matrix, Sherlock Holmes, Happy Feet, Ocean's, The Lego Movie y Joker. Las películas de la biblioteca Village Roadshow han logrado 34 estrenos número uno en la taquilla de Estados Unidos y han recibido 50 nominaciones a los Premios de la Academia, 19 Premios de la Academia y seis Premios Globo de Oro .  
Village Roadshow Pictures autodistribuye su entretenimiento cinematográfico a través de filiales en varios territorios alrededor del mundo, incluidos Australia, Nueva Zelanda y Singapur (este último a través de Golden Village).  JP Morgan Chase y Rabobank International proporcionan algunos fondos para la lista de películas de Village Roadshow con Warner Bros.  Village Roadshow tenía una lista de financiación secundaria con Sony Pictures que finalizó en 2016. 

## Historia
Village Roadshow Pictures fue fundada en 1989 por el ejecutivo de la empresa Greg Coote, cuando la empresa compró los activos de De Laurentiis Entertainment Group. La compañía tiene acuerdos con importantes productores como Warner Bros. y la productora de televisión Wilshire Court Productions. Las primeras películas fueron la línea Silver Series, en la que pudieron duplicar la estrategia abortada de De Laurentiis para las películas, así como la película The Delinquents, que fue en general la primera película producida por la compañía.     La compañía logró su primer éxito, Fortress, en 1992.  En 1993, Village Roadshow Pictures se expandió a la producción de series de televisión con el lanzamiento de su primer programa de televisión Paradise Beach.  
En 1995, Village Roadshow Pictures se dirigía a su división de televisión, encabezada por Greg Coote y Jeffrey Hayes.   También ese año, Village Roadshow Pictures inició una división de ventas internacionales llamada Village Roadshow Pictures International, dirigida por Bobby Myers, quien negocia con Coote para adquirir películas estadounidenses e internacionales para Roadshow en ciertos mercados. 
En 1996, la unidad Village Roadshow Pictures Television puso en marcha una empresa conjunta con el animador Yoram Gross para iniciar una empresa de riesgo dedicada a la animación.  En 1997, Village Roadshow Pictures firmó un acuerdo con Intermedia para lanzar una empresa conjunta, Village Intermedia Pictures.  El trato se rompió varios meses después.  Además, Yoram Gross-Village Roadshow había firmado con EM. TV &amp; Merchandising a un pacto conjunto.  El 4 de septiembre de 1997, la empresa se sometió a una reestructuración y Michael Lake se incorporó a la empresa como director general. 
En 1997, la compañía firmó un acuerdo de primera vista con Warner Bros. Pictures para financiar sus películas por un período de cinco años. Bruce Berman, de la abortada compañía Plan B Entertainment, fue contratado como presidente del estudio.  Más tarde ese año, Village Roadshow Pictures e Intermedia decidieron cortar sus vínculos y volver a independizarse. 
El 2 de octubre de 1998, Village Roadshow Pictures anunció que vendería su división de televisión en una compra por parte de la gerencia a dos directores de Roadshow, Greg Coote y Jeffrey Hayes, quienes habían cambiado el nombre de Village Roadshow Pictures Television a Coote/Hayes Productions. Casi al mismo tiempo, Roadshow anunció que cerraría la unidad de ventas internacionales.  Como parte de su plan de salida del negocio de ventas, Roadshow vendió los derechos internacionales de sus producciones occidentales a Icon Entertainment International y las películas australianas a Beyond Films Limited.   También ese año, Village Roadshow vendió su participación del 50% en el estudio de animación Yoram Gross a EM. TV & Merchandising, que se convertiría en Yoram Gross-EM. TELEVISOR. 
En 2012, Warner Bros. Pictures y Village Roadshow Pictures extendieron su acuerdo de cofinanciamiento de primera vista hasta 2017.  En mayo de 2014, VRPG estableció un acuerdo de producción de cofinanciamiento complementario con Sony Pictures Entertainment que comenzó con el lanzamiento de The Equalizer and Annie.  Se llegó a un segundo acuerdo debido a la gran cantidad de capital disponible. 
En 2015, VREG, el holding de Village Roadshow Pictures y Village Roadshow Television, fue recapitalizado con una inversión de 480 millones de dólares que incluía fondos de Falcon Investment Advisors y Vine Alternative Investments.  Falcon Investment Advisors y Vine Alternative Investments agregaron capital adicional en abril de 2017 para adquirir una participación mayoritaria en la corporación.  Esto fue para financiar un nuevo plan estratégico para una lista de películas ampliada y agregar producción de programas de televisión y otras formas de contenido. 
Más recientemente, su compañía Phantom Four, propiedad de David S. Goyer, llegó a un acuerdo de primera vista con Village Roadshow Pictures.  El 27 de septiembre de 2021, Bruce Berman anunció que dejaría el cargo de director ejecutivo del estudio de cine.  El 14 de diciembre de 2021, la compañía firmó un pacto con Fox Entertainment para distribuir imágenes de Tubi y se asoció con Kevin Garrett para lanzar Black Noir Cinema.  

## Películas
Village Roadshow ha sido la producción de Australian films desde 1970, y se ha ampliado en la producción cinematográfica internacional en desde 1990. En coproducción con VRP y Warner Bros comenzó en 1992, y ha sido un gran éxito, con películas tales como:
- Hurricane Smith (1992)
- Turtle Beach (1992)
- The Power of One (1992)
- Deep Blue Sea (1999)
- Practical Magic (1998)
- Three Kings (1999)
- Tango para tres (1999)
- Gossip (2000)
- Space Cowboys (2000)
- Planeta rojo (2000)
- Miss Congeniality (2000)
- Valentine (2001)
- See Spot Run (2001)
- Exit Wounds (2001)
- Swordfish (2001)
- Como perros y gatos (2001)
- Hearts in Atlantis (2001)
- Training Day (2001)
- Ocean's Eleven (2001)
- The Majestic (2001)
- Queen of the Damned (2002)
- Showtime (2002)
- Eight Legged Freaks (2002)
- The Adventures of Pluto Nash (2002)
- Ghost Ship (2002)
- Analyze That (2002)
- Two Weeks Notice (2002)
- Dreamcatcher (2003)
- Malibu's Most Wanted (2003)
- The Matrix Reloaded (2003)
- Mystic River (2003)
- The Matrix Revolutions (2003)
- Torque (2004)
- Taking Lives (2004)
- Catwoman (2004)
- Ocean's Twelve (2004)
- Constantine (2005)
- Miss Congeniality 2: Armed and Fabulous(2005)
- La casa de cera (2005)
- Charlie y la fábrica de chocolate (2005)
- The Dukes of Hazzard (2005)
- Rumor Has It (2005)
- Firewall (2006)
- La casa del lago (2006)
- Happy Feet (2006)
- Unaccompanied Minors (2006)
- Ocean's Thirteen (2007)
- Music and Lyrics (2007)
- License to Wed (2007)
- Lucky You (2007)
- The Invasion (2007)
- The Brave One (2007)
- Soy leyenda (2007)
- Speed Racer (2008)
- Where the Wild Things Are (2009)
- Ga'Hoole: la leyenda de los guardianes (2010)
- Happy Feet Two (2011)
- The Lego Movie (2014)
- Into the Storm  (2014)
- Mad Max: Fury Road (2015)
- Goosebumps (2015)
- Joker (2019)
- Furiosa: A Mad Max Saga (2024)